# Nostra Signora della Mercede

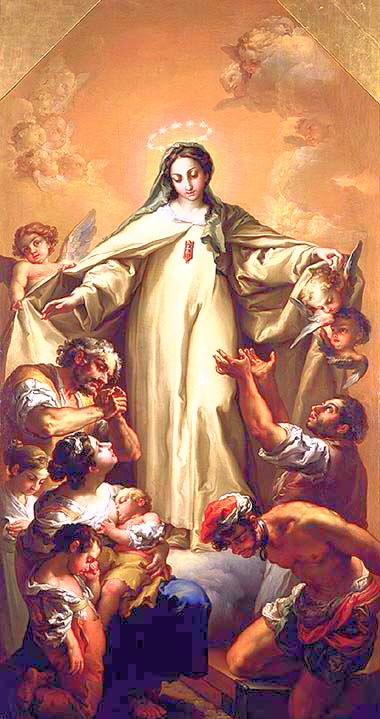
Madonna della Mercede

Nostra Signora della Mercede è uno dei titoli sotto cui viene invocata, specialmente in ambito cattolico, Maria, la madre di Gesù. Il titolo è legato alla leggendaria apparizione della Vergine a san Pietro Nolasco al quale ispirò la fondazione di un ordine di religiosi (i mercedari) dediti a riscattare i cristiani prigionieri dei musulmani.

## Significato
"Mercede" deriva dallo spagnolo Merced (plurale Mercedes). Il nome spagnolo deriva dal latino merces che significa prezzo, ricompensa inteso come ricompensa gratuita, grazia. Si può quindi dire che Madonna della Mercede significa "Signora della grazia gratuita", ovvero "Signora della misericordia".

## Storia
Si racconta che il 1º agosto del 1218, festa di San Pietro in Vincoli, il fondatore dei Mercedari Pietro Nolasco ebbe una visione della Santissima Vergine, la quale si fece conoscere come la Mercede (Misericordia) e lo esortò a fondare un Ordine religioso avente come fine principale quello di riscattare i cristiani finiti in schiavitù. In quel tempo la Penisola iberica era dominata dai Musulmani e i pirati saraceni infestavano le coste del Mediterraneo, rapivano molte persone e le trasportavano come schiavi nel Nordafrica.
Pietro Nolasco spinse per la creazione dell'Ordine dei Mercedari, che fu fondato nella Cattedrale di Barcellona con l'appoggio del re Giacomo il Conquistatore e il consenso di san Raimondo di Peñafort.
Fondato nel 1218, si hanno testimonianze del suo nome da medaglie del secolo XIII. Nelle prime costituzioni dell'Ordine, nel 1272, l'Ordine riceve già il titolo di "Ordine della Vergine della Mercede per la Redenzione dei cristiani ridotti in schiavitù di Santa Eulalia di Barcellona".

## Iconografia
La Madonna della Mercede è generalmente rappresentata stante, talvolta con il bambino Gesù in braccio, con tunica, scapolare e mantello bianchi (l'abito dei mercedari). Spesso reca in mano l'abitino (un piccolo scapolare) della Mercede (bianco, con lo stemma dei mercedari) o anche le catene o i ceppi dei prigionieri liberati (allusione all'attività di redenzione degli schiavi dei frati mercedari).

## Culto
La devozione alla Madonna della Mercede si diffuse presto in Catalogna e Sardegna, poi in tutta la Spagna e infine in Francia e in Italia. Con la scoperta dell'America il culto vi si diffuse largamente. Il Perù è attualmente il Paese di tutta l'America che riunisce una maggior quantità di devoti.
Il nome Mercedes fa riferimento diretto a questo titolo mariano.
La commemorazione dell'apparizione della Vergine della Mercede a san Pietro Nolasco si celebra il 10 agosto. La festa della Beata Vergine della Mercede è solennemente celebrata dalla Chiesa cattolica il 24 settembre.